# リカルド・クラーク
リカルド・クラーク（Ricardo Clark、1983年2月10日 - ）はアメリカ合衆国ジョージア州アトランタ出身の元サッカー選手。元サッカーアメリカ代表。現役時代のポジションはMF。

## 経歴
2003年のドラフト会議でメトロスターズに指名された。2005年、サンノゼ・アースクエイクスにトレードされた。2006年、ヒューストン・ダイナモに移籍。2009-2010シーズン（ウィンターブレイク）、ドイツ・ブンデスリーガのアイントラハト・フランクフルトに自由契約で加わった。フランクフルト移籍1年目は怪我のため大半の試合を欠場する事になってしまったが、2010年5月7日に同クラブと3年間との契約延長で合意。スターベクIFへの期限付き移籍を経て、2012年にヒューストン・ダイナモに復帰した。2018年2月、コロンバス・クルーへ移籍。クラブ最年長の選手としてプレーする。
試合中に熱くなりやすく、コンフェデレーションズカップ でもガットゥーゾを蹴って退場したことがある。

## 所属クラブ
- メトロスターズ 2003-2004
- サンノゼ・アースクエイクス 2005
- ヒューストン・ダイナモ 2006-2009
- アイントラハト・フランクフルト 2010-2012

→ スターベクIF 2012 (loan)
- ヒューストン・ダイナモ 2012-2017
- コロンバス・クルー 2018-2019

## 代表歴

### 出場大会
- アメリカ代表
  - 2005年10月12日 - A代表初出場 - パナマ代表戦
  - 2007年7月2日 - A代表初得点 - パラグアイ代表戦
  - 2009年 コンフェデレーションズカップ （準優勝）
  - 2010年 ワールドカップ （ベスト16）

### 試合数
- 国際Aマッチ 34試合 3得点（2005年-2012年）[1]

| アメリカ代表 | 国際Aマッチ | 国際Aマッチ |
| 年           | 出場        | 得点        |
| ------------ | ----------- | ----------- |
| 2005         | 1           | 0           |
| 2006         | 0           | 0           |
| 2007         | 9           | 1           |
| 2008         | 6           | 0           |
| 2009         | 11          | 1           |
| 2010         | 4           | 0           |
| 2011         | 1           | 0           |
| 2012         | 2           | 1           |
| 通算         | 34          | 3           |